# Eremitageløbet
Eremitageløbet, også benævnt E-løbet, er et motionsløb, der afholdes i Dyrehaven nord for København hvert år i starten af oktober. Løbet afholdtes første gang i 1969 og menes at have inspireret en lang række store motionsløb. Ruten har siden 1983 været 13,3 km lang.

## Historie
Inspireret af langrendsløbet Wasa-løbet i Sverige tog hjertelægen Peter Schnohr, tidligere dansk atlet og bogtrykker Richard Larsen og tandlægen Svend W. Carlsen sammen med dagbladet B.T. initiativ til løbet.
Det første løb afholdtes i 1969.
I 1969 var der 2985 tilmeldte mænd og kvinder.
I de første 54 løb har over 700.000 deltagere passeret målstregen. Løbet har inspireret til nu over 900 motionsløb i Danmark og i alt omkring én million motionsløbere i Danmark i 2009 mod ca. 10.000 i 1969. 
Løbet afholdes den første eller anden søndag i oktober hvert år og har efter rekorddeltagelsesåret i 1989 fået et loft på 19.000 deltagere – et loft, der sædvanligvis nås i månederne op til afholdelsen. Det begrænsede deltagerantal er sat af hensyn til trafikken omkring Kongens Lyngby og dyrelivet i Dyrehaven. Ca. 15.000 tilskuere langs ruten følger løbet.
Det ældste løb i Danmark er Søndersøløbet i Viborg, selvom Eremitageløbet og Riis Skov løbet ved Aarhus ofte fremhæves som det ældste. Løbet i Viborg afholdtes første gang før 1910 og Riis Skov løbet i 1913.

## Rute
I 1969 var ruten på 12,1 km.  Fra 1970-82 var ruten på 13,8 km. Siden 1983 har ruten været på 13,3 km. Den 13,3 kilometer lange rute er udformet som et 8-tal og bringer således løberne forbi Dyrehavsbakken, Peter Lieps Hus og to gange forbi Eremitageslottet, hvor der er vand- og saftdepoter.

## Organisation
Eremitageløbet afholdes i et samarbejde mellem Københavns IF og Københavns Skiklub (KS). I 2018 trak BT sig ud af samarbejdet, men er fortsat som mediepartnere. 
Løbschef Anders Olesen (fra 2019) 
Løbsledelsen består af:
Formand Thomas Ringsted Københavns Idræts Forening (KIF)
Nis Maybom, Københavns Idræts Forening (KIF)
Næstformand Anders Melamies (KS)

## Vindere af Eremitageløbet
| År   | Mænd                  | Kvinder                   |
| ---- | --------------------- | ------------------------- |
| 2024 | Joel Ibler Lillesø    | Sylvia Kiberenge          |
| 2023 | Joel Ibler Lillesø    | Sylvia Kiberenge          |
| 2022 | Axel Vang Christensen | Sylvia Kiberenge          |
| 2021 | Jakob Dybdahl         | Sylvia Kiberenge          |
| 2019 | Abdi Hakin Ulad       | Sylvia Kiberenge          |
| 2018 | Abdi Hakin Ulad       | Sylvia Kiberenge          |
| 2017 | Abdi Hakin Ulad       | Sylvia Kiberenge          |
| 2016 | Abdi Hakin Ulad       | Anna Emilie Møller        |
| 2015 | Abdi Hakin Ulad       | Sylvia Kiberenge          |
| 2014 | Johan Larsson         | Anna Holm                 |
| 2013 | Abdi Hakin Ulad       | Anna Holm                 |
| 2012 | Morten Munkholm       | Sara Sig Møller           |
| 2011 | Morten Munkholm       | Kirsten Marathon Melkevik |
| 2010 | Morten Munkholm       | Maria Sig Møller          |
| 2009 | Peter Bett Kipkosgei  | Gladys Kwambei            |
| 2008 | Joseph Kimisi         | Pauline Njery             |
| 2007 | Joseph Kimisi         | Agnes Katunge Mutune      |
| 2006 | Dennis Jensen         | Annemette Jensen          |
| 2005 | William Kiprotich     | Annemette Jensen          |
| 2004 | Dennis Jensen         | Annemette Jensen          |
| 2003 | Dennis Jensen         | Annemette Jensen          |
| 2002 | Wilson Kogo           | Dorte Vibjerg             |
| 2001 | Dennis Jensen         | Jytte Pedersen            |
| 2000 | Carsten Jørgensen     | Bettina Romer             |
| 1999 | Dennis Jensen         | Annemette Jensen          |
| 1998 | Carsten Jørgensen     | Dorte Vibjerg             |
| 1997 | Dennis Jensen         | Anja Jørgensen            |
| 1996 | Carsten Jørgensen     | Anja Jørgensen            |
| 1995 | Carsten Jørgensen     | Anja Jørgensen            |
| 1994 | Carsten Jørgensen     | Anja Jørgensen            |
| 1993 | Carsten Jørgensen     | Bettina Romer             |
| 1992 | Flemming Jensen       | Susanne Nedergaard        |
| 1991 | Henrik Hardahl        | Tina H. Jensen            |
| 1990 | Henrik Jørgensen      | Jytte Pedersen            |
| 1989 | Henrik Jørgensen      | Gitte Karlshøj            |
| 1988 | Thomas Sørensen       | Dorthe Rasmussen          |
| 1987 | Henrik Jørgensen      | Lotte Strøyberg           |
| 1986 | Henrik Jørgensen      | Kersti Jakobsen           |
| 1985 | Henrik Jørgensen      | Mette Holm Hansen         |
| 1984 | Dave Taylor           | Mette Holm Hansen         |
| 1983 | Niels Kim Hjorth      | Mette Holm Hansen         |
| 1982 | Lars Bo Sørensen      | Lone Dybdal               |
| 1981 | Keld Johnsen          | Annette Hansen            |
| 1980 | Keld Johnsen          | Dorthe Rasmussen          |
| 1979 | Karsten Hald          | Annette Hansen            |
| 1978 | Per Hoffmann          | Loa Olafsson              |
| 1977 | Gert Kærlin           | Loa Olafsson              |
| 1976 | Georg Olsen           | Loa Olafsson              |
| 1975 | Jørgen Hein           | Sigrid Sucker             |
| 1974 | Tim Johnston          | Karin Pagaard             |
| 1973 | Rudolf Thalund        | Karin Pagaard             |
| 1972 | Gert Kærlin           | Kirsten Carlsen           |
| 1971 | Georg Olsen           | Kirsten Carlsen           |
| 1970 | Rudolf Thalund        | Kirsten Carlsen           |
| 1969 | Steen Svejdahl        | Kirsten Carlsen           |

## Rekorder
Hurtigste tider i Eremitageløbet er blevet sat af følgende personer:
- Mænd
  - Joel Ibler Lillesø 38:35 (2023)
- Kvinder
  - Anna Emilie Møller 43:45 (2016)